# Falsk akvatint
Falsk akvatint är en metod med vars hjälp det är möjligt att framställa bilder som till viss del liknar bilder framställda med en metod kallad akvatint. I denna version används dock bara papper, färg och ett täckande substrat som spolas bort med vatten när bilden är färdig. Som täckande substrat används ofta en blandning av tapetklister och krita.